# Phytolacca
Phytolacca és un gènere de plantes perennes natiu d'Amèrica del Nord, Amèrica del Sud, Est d'Àsia i Nova Zelanda. en anglès algunes espècies es coneixen com a "poke" o inkberry (tinta de baia) i a l'Argentina com ombú. El nom deriva del grec: φυτόν (phyton), que significa "planta," i del llatí lacca o tint vermell. La Phytolaccatoxina i phytolaccigenina es presenten en nombroses espècies i són tòxiques pels mamífers. Tanmateix els ocells es mengen els fruits i no són afectats per la toxina perquè les llavors molt dures s'expulsen senceres en les defecacions.
El gènere té unes 25 espècies de plantes herbàcies, arbusts i arbres de fins a 25 m d'alt. Tenen fulles alternades, simples amb punxa a la punta, poden ser caducifolis o perennifolis. Les flors es fan en grans racems i produeixen baies globoses.

## Alunes espècies

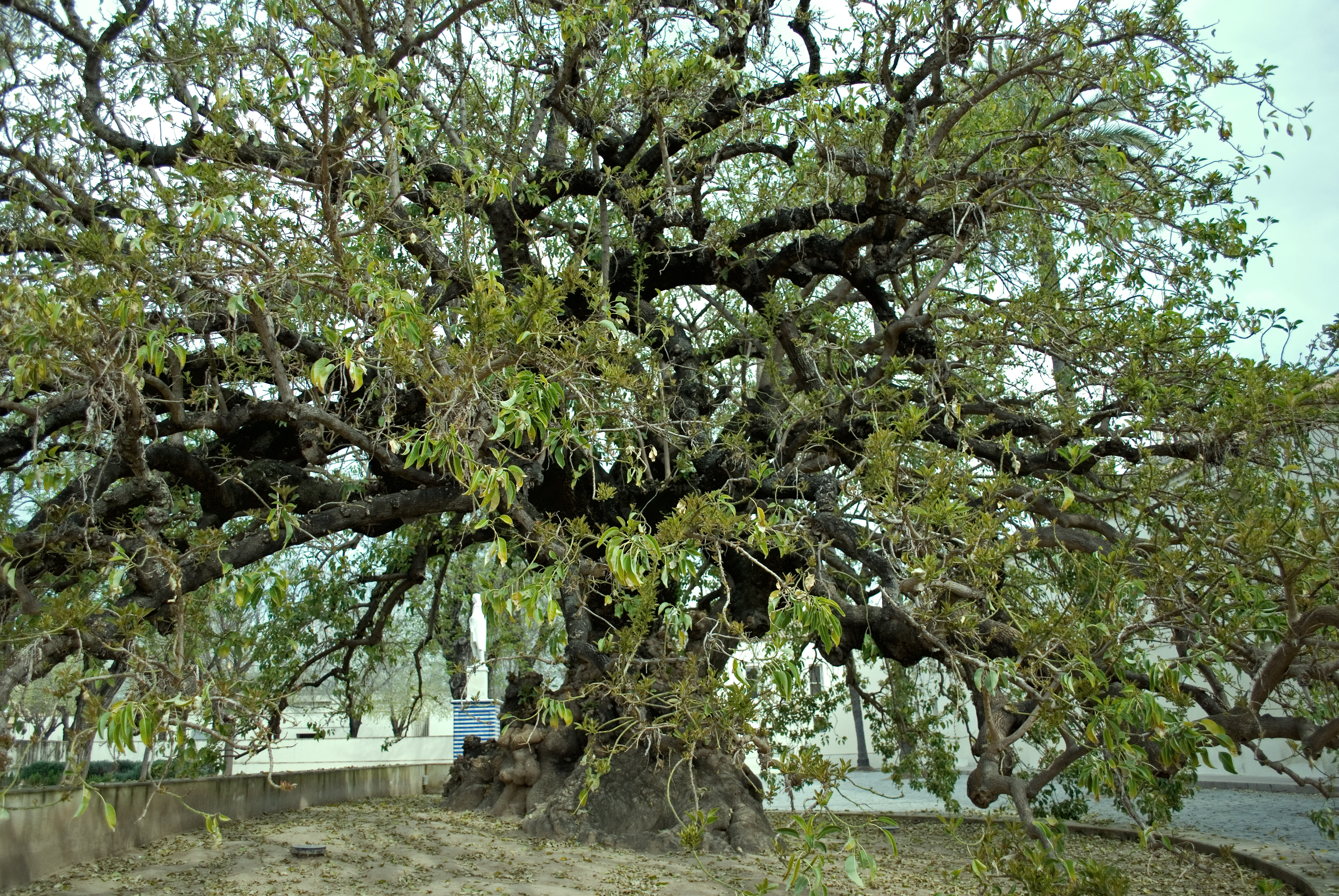
P. dioica, ombú, té forma d'arbre

- Phytolacca acinosa Roxb. – Indian Poke.
- Phytolacca americana L. –
- Phytolacca australis
- Phytolacca bogotensis Kunth –
- Phytolacca chilensis Miers –
- Phytolacca dioica L. – Ombú. Subtropical Amèrica del Sud.
- Phytolacca dodecandra L'Hér. –
- Phytolacca heterotepala H.Walt. –
- Phytolacca icosandra L. –
- Phytolacca japonica Makino –.
- Phytolacca octandra L. – Red Inkplant. Subtropical i tropical
- Phytolacca polyandra Batalin –
- Phytolacca rivinoides Kunth & C.D.Bouché –
- Phytolacca sandwicensis Endl. – Hawaiian Pokeweed. Hawaii.
- Phytolacca thyrsiflora Fenzl ex J.A.Schmidt –
- Phytolacca weberbaueri H.Walt. – Yumbi. Perú.

### Abans ubicat aquí
- Leea asiatica (L.) Ridsdale (com P. asiatica L.)
- Terminalia catappa L. (com P. javanica Osbeck)

## Usos
Phytolacca americana (American pokeweed, pokeweed, poke) es fa servir en medicina popular i com aliment bàsic, durant dècades, a la gastronomia del sud dels Estats Units. Totes les seves parts són tòxiques fins que se l'acondiciona adequadament. El tint que proporciona el feien servir els indoamericans per decorar els seus cavalls. També va servir de tinta per escriure.
La Phytolacca dioica és una arbre ornamental molt utilitzat, també a Barcelona, per exemple a la Plaça Francesc Macià.